# Utica (Pennsylvania)
|  | Dieser Artikel wurde aufgrund von inhaltlichen Mängeln auf der Qualitätssicherungsseite des Projektes USA eingetragen. Hilf mit, die Qualität dieses Artikels auf ein akzeptables Niveau zu bringen, und beteilige dich an der Diskussion! Eine nähere Beschreibung der zu behebenden Mängel fehlt. |

Utica ist ein Borough im Venango County im US-Bundesstaat Pennsylvania. Nach der Volkszählung 2020 zählte die Gemeinde eine Bevölkerung von 184 Einwohnern. Die geographischen Koordinaten sind: 41°26'11" Nord, 79°57'23"° West. Die Stadtfläche beträgt 3,6 km².
Utica wurde nach Utica im Bundesstaat New York benannt, die wiederum nach der antiken Stadt Utica in Nordafrika benannt wurde. Die Gemeinde liegt am Flüsschen French Creek.

## Einwohner
Die Einwohnerzahl Uticas ist seit mehreren Jahrzehnten rückläufig.

## Politik
Die derzeitige Bürgermeisterin Uticas ist MaryAnn Schell.

## Schule
Aufgrund der sinkenden Einwohnerzahlen stand in den frühen 2010er Jahren die Schließung der Uticaer Grundschule im Raum, obwohl die Schule im Jahre 2005 renoviert wurde. Widerstand der Lokalpolitiker blieb letzten Endes erfolglos. Schließlich wurde die Schule im Jahre 2016 geschlossen. Zuletzt besuchten 85 Kinder vom Kindergartenalter bis zur sechsten Schulstufe die Schule.